# Brandy (nome)
Brandy  è un nome proprio di persona inglese femminile

## Varianti
- Branda[1], Brande[1], Brandee[1][3], Brandey[3], Brandi[1][3], Brandie[1][3]

## Origine e diffusione
Il prenome riprende probabilmente l'omonimo liquore, etimologicamente derivato dal termine olandese brandewijn.
Il prenome iniziò ad essere usato a partire dagli anni sessanta. La sua prima menzione pubblica si ebbe tuttavia nel 1972 nel brano dei Looking Glass Brandy (You're a Fine Girl).

## Onomastico
Il nome è adespota e quindi l'onomastico viene festeggiato il 1º novembre, giorno dedicato alla festa di Ognissanti.

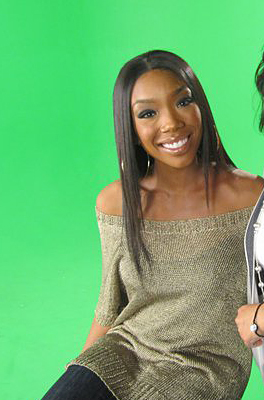
Brandy Norwood

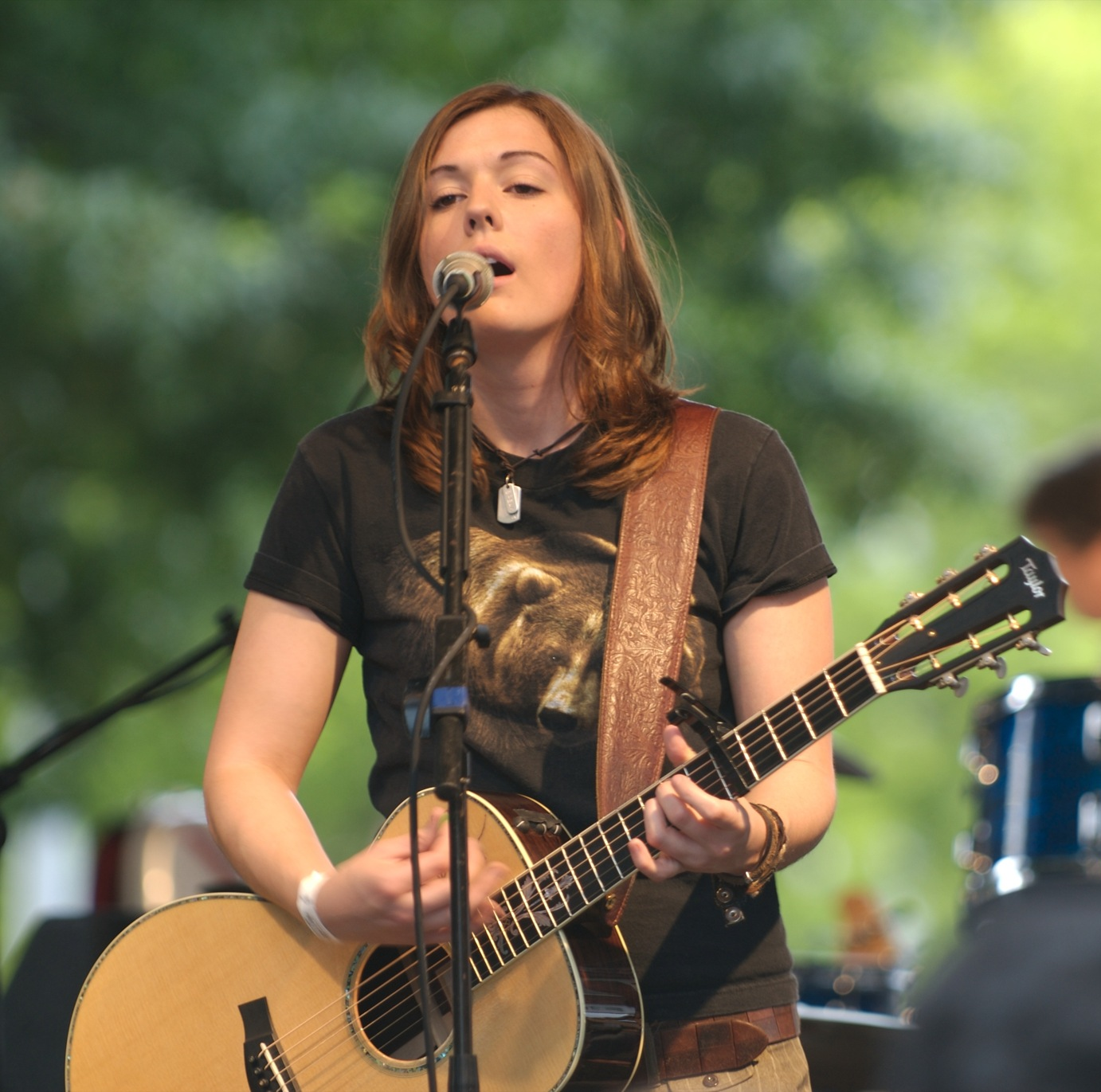
Brandi Carlile

## Persone
- Brandy Norwood, attrice, cantante e ballerina statunitense
- Brandy Talore, attrice pornografica statunitense

### Varianti
- Brandi Carlile, cantautrice statunitense
- Brandi Chastain, calciatrice statunitense
- Brandi Love, attrice pornografica statunitense
- Brandie Rae Rothwell, vero nome di Brittney Skye, attrice pornografica statunitense

## Il nome delle arti
- Brandy (You're a Fine Girl) è un brano dei Looking Glass del 1972[4]
- Brandy è uno dei personaggi principali del film Le avventure di Joe Dirt (Joe Dirt, 2001) e del suo sequel  Joe Dirt 2 - Sfigati si nasce (Joe Dirt 2: Beautiful Loser, 2015), personaggio interpretato dall'attrice Brittany Daniel[5][6]
- Brandy Harrington è la protagonista della serie televisiva d'animazione del 2004 Brandy & Mr. Whiskers, doppiata nella versione originale da Kaley Cuoco[7]
- Brandi and Jarrod: Married to the Job è un reality show del 2015 con protagonista l'attrice Brandi Passante[8]